# Allerton (Illinois)
Pour les articles homonymes, voir Allerton.
Allerton est un village des comtés de Champaign et de Vermilion dans l'Illinois, aux États-Unis,. Il est incorporé le 26 juin 1902.

## Démographie
Lors du recensement de 2010, le village comptait une population de 291 habitants. Elle est estimée, en 2016, à 283 habitants.

## Source de la traduction
- (en) Cet article est partiellement ou en totalité issu de l’article de Wikipédia en anglais intitulé « Allerton, Illinois » (voir la liste des auteurs).